# 薩爾廷班巴區
薩爾廷班巴區（西班牙語：Distrito de Sartimbamba），是秘魯的一個區，位於該國西北部拉利伯塔德大區的桑切斯卡里翁省，面積394.37平方公里，海拔高度2,697米，2005年人口13,167，人口密度每平方公里33人。